# Mangora argenteostriata
Mangora argenteostriata là một loài nhện trong họ Araneidae.
Loài này thuộc chi Mangora. Mangora argenteostriata được Eugène Simon miêu tả năm 1897.